# Трьохріччя (Амурська область)
Трьохріччя (рос. Трёхречье) — село у Бурейському районі Амурської області Російської Федерації. Розташоване на території українського історичного та етнічного краю Зелений Клин.
Входить до складу муніципального утворення Родіонівська сільрада. Населення становить 32 особи (2018).

## Історія
З 4 січня 1926 року до 30 липня 1930 року належало до новоутвореного Хінгано-Архаринського району Амурської округи Далекосхідного краю.
З 1935 року в результаті розукрупнення Хінгано-Архарінського району було підпорядковане Бурейському району.
З 11 листопада 2005 року органом місцевого самоврядкування є Родіонівська сільрада.

## Населення
| 2002 | 2010 | 2012 | 2013 | 2014 | 2015 | 2016 |
| ---- | ---- | ---- | ---- | ---- | ---- | ---- |
| 89   | ↘68  | →68  | ↘56  | ↘46  | ↘39  | ↘36  |
| 2017 | 2018 |      |      |      |      |      |
| →36  | ↘32  |      |      |      |      |      |